# Ptochophyle orthogramma
Ptochophyle orthogramma là một loài bướm đêm trong họ Geometridae.